# Ginástica artística nos Jogos Pan-Americanos de 2023 - Salto feminino
A final do salto feminino da ginástica artística nos Jogos Pan-Americanos de 2023 foi realizada no dia 24 de outubro, no Centro de Esportes Coletivos, em Santiago, no Chile.

## Resultados

### Qualificatória
| Pos. | Ginasta              | Salto 1 | Salto 1 | Salto 1 | Salto 1 | Salto 2 | Salto 2 | Salto 2 | Salto 2 | Total  | Notas |
| Pos. | Ginasta              | Nota D  | Nota E  | Pen.    | Pont. 1 | Nota D  | Nota E  | Pen.    | Pont. 2 | Total  | Notas |
| ---- | -------------------- | ------- | ------- | ------- | ------- | ------- | ------- | ------- | ------- | ------ | ----- |
| 1    | BRA Rebeca Andrade   | 5.600   | 9.500   |         | 15.100  | 5.000   | 9.533   |         | 14.533  | 14.816 | Q     |
| 2    | USA Jordan Chiles    | 5.000   | 9.366   |         | 14.366  | 4.800   | 9.133   | 0.1     | 13.833  | 14.099 | Q     |
| 3    | MEX Ahtziri Sandoval | 5.200   | 8.666   |         | 13.866  | 4.000   | 8.633   |         | 12.633  | 13.249 | Q     |
| 4    | MEX Natalia Escalera | 4.600   | 8.766   |         | 13.366  | 4.400   | 8.566   |         | 12.966  | 13.166 | Q     |
| 5    | CHI Makarena Pinto   | 4.600   | 8.166   |         | 12.766  | 4.400   | 8.400   |         | 12.800  | 12.783 | Q     |
| 6    | ARG Lucila Estarli   | 4.400   | 8.366   |         | 12.766  | 3.800   | 8.333   | 0.1     | 12.033  | 12.399 | Q     |
| 7    | DOM Camil Betances   | 4.200   | 8.433   |         | 12.633  | 3.800   | 8.300   |         | 12.100  | 12.366 | Q     |
| 8    | CHI Franchesca Santi | 4.200   | 8.433   |         | 12.633  | 3.800   | 8.200   |         | 12.000  | 12.316 | Q     |
| 9    | ESA Alexa Grande     | 4.200   | 8.333   |         | 12.533  | 3.400   | 8.233   |         | 11.633  | 12.083 | R1    |
| 10   | CRC Franciny Morales | 4.200   | 8.466   |         | 12.666  | 3.800   | 7.300   |         | 11.100  | 11.883 | R2    |
| 11   | BOL Diana Vásquez    | 4.200   | 8.300   |         | 12.500  | 3.600   | 7.233   |         | 10.833  | 11.666 | R3    |

### Final
| Pos.              | Ginasta              | Salto 1 | Salto 1 | Salto 1 | Salto 1 | Salto 2 | Salto 2 | Salto 2 | Salto 2 | Total  |
| Pos.              | Ginasta              | Nota D  | Nota E  | Pen.    | Pont. 1 | Nota D  | Nota E  | Pen.    | Pont. 2 | Total  |
| ----------------- | -------------------- | ------- | ------- | ------- | ------- | ------- | ------- | ------- | ------- | ------ |
| Medalha de ouro   | BRA Rebeca Andrade   | 5.600   | 9.733   |         | 15.333  | 5.000   | 9.633   |         | 14.633  | 14.983 |
| Medalha de prata  | USA Jordan Chiles    | 5.000   | 9.400   |         | 14.400  | 4.800   | 9.100   |         | 13.900  | 14.150 |
| Medalha de bronze | MEX Natalia Escalera | 4.600   | 9.000   |         | 13.600  | 4.400   | 8.666   |         | 13.066  | 13.333 |
| 4                 | MEX Ahtziri Sandoval | 5.200   | 8.633   |         | 13.833  | 4.000   | 8.600   |         | 12.600  | 13.216 |
| 5                 | CHI Franchesca Santi | 5.000   | 7.500   | -0.300  | 12.200  | 4.400   | 8.366   |         | 12.766  | 12.483 |
| 6                 | DOM Camil Betances   | 4.200   | 8.466   |         | 12.666  | 3.800   | 8.333   | -0.100  | 12.033  | 12.349 |
| 7                 | ARG Lucila Estarli   | 4.400   | 8.366   |         | 12.766  | 3.800   | 7.666   | -0.300  | 11.166  | 11.966 |
| 8                 | CHI Makarena Pinto   | 4.600   | 8.200   | -0.300  | 12.500  | 4.400   | 7.333   | -0.300  | 11.433  | 11.966 |